# Balç de Fontanilles
El Balç de Fontanilles és una balma de grans dimensions que es troba al municipi de Santa Maria de Miralles, a l'Anoia. Aquesta cavitat ha estat formada pel Torrent de Fontanilles. Cal destacar que al fons de la balma es troben una font i un safareig.